# Duncan Laurence
Duncan de Moor (sinh ngày 11 tháng 4 năm 1994), hay được biết đến là Duncan Laurence, là một ca sĩ kiêm người viết bài hát người Hà Lan. Anh đại diện nước Hà Lan trong cuộc thi Eurovision Song Contest 2019 với ca khúc "Arcade" và trở thành người chiến thắng của cuộc thi. Trước khi tham gia cuộc thi Eurovision, Laurence lọt đến vòng bán kết trong mùa thứ 5 của The Voice of Holland.

## Sự nghiệp

### Buổi đầu sự nghiệp
Sinh ra tại Spijkenisse, Laurence lớn lên ở Hellevoetsluis. Anh bắt đầu sự nghiệp âm nhạc tại học viện Rock Academy ở Tilburg. Ở đây, anh chơi nhạc cho một số ban nhạc của trường, trong đó có ban nhạc của chính anh, The Slick and Suited. Được thành lập vào năm 2013, ban nhạc đã biểu diễn tại Eurosonic Noorderslag.

### 2014–18:The Voice of Holland
Laurence đã tham gia mùa thứ 5 của chương trình The Voice of Holland, lựa chọn Ilse DeLange là huấn luyện viên. Anh tiến vào đến vòng Loại Chéo/Bán kết trước khi bị loại khỏi cuộc thi. Anh tốt nghiệp Rock Academy vào năm 2017. Cùng với Jihad Rahmouni, anh đã viết bài hát "Closer" trong album phát hành năm 2018 của bộ đôi K-pop TVXQ New Chapter #1: The Chance of Love.
| Các màn trình diễn và kết quả trong The Voice of Holland | Các màn trình diễn và kết quả trong The Voice of Holland | Các màn trình diễn và kết quả trong The Voice of Holland | Các màn trình diễn và kết quả trong The Voice of Holland |
| Vòng thi                                                 | Bài hát                                                  | Nghệ sĩ gốc                                              | Kết quả                                                  |
| -------------------------------------------------------- | -------------------------------------------------------- | -------------------------------------------------------- | -------------------------------------------------------- |
| Giấu mặt                                                 | "Sing"                                                   | Ed Sheeran                                               | Vào đội của Ilse                                         |
| Đối đầu                                                  | "Love Runs Out"                                          | OneRepublic                                              | Thắng                                                    |
| Đo ván                                                   | "Streets"                                                | Kensington                                               | Đi tiếp                                                  |
| Đo ván                                                   | "Impossible"                                             | James Arthur                                             | Đi tiếp                                                  |
| Biểu diễn trực tiếp 4                                    | "She Wolf (Falling to Pieces)"                           | David Guetta hợp tác với Sia                             | Khán giả bình chọn                                       |
| Đấu Loại Chéo/Bán kết                                    | "Iris"                                                   | Goo Goo Dolls                                            | Bị loại                                                  |

### 2019: Eurovision Song Contest
Vào tháng 1 năm 2019, Laurence được lựa chọn để đại diện cho Hà Lan trong cuộc thi Eurovision Song Contest 2019. Bài hát "Arcade" của anh lần đầu được tiết lộ vào tháng 3 năm 2019. Ngày 19 tháng 5 năm 2019, Laurence giành chiến thắng sự kiện tại Tel Aviv, Israel với 492 điểm từ 41 giám khảo quốc tế và từ bình chọn của khán giả. Các giám khảo chấm màn trình diễn đạt 231 điểm, trong khi bình chọn công khai của khán giả đã đem về cho anh thêm 261 điểm. Anh đạt vị trí quán quân với 27 điểm cao hơn đại diện của Ý và 123 điểm cao hơn đại diện của Nga, hai quốc gia xếp ở vị trí ngay sau đó. Anh là đại diện thứ năm của Hà Lan giành chiến thắng cuộc thi, và cũng là đại diện đầu tiên thắng cuộc kể từ khi Teach-In chiến thắng tại Eurovision Song Contest 1975 với ca khúc "Ding-a-dong".

### 2021–nay: Các bản phát hành sau Eurovision vàThe Voice Kids Belgium
Vào ngày 11 tháng 6 năm 2021, album nhạc phim cho mùa thứ hai của loạt phim  Love, Victor được phát hành tại kênh Hulu. Trong số các nghệ sĩ thể hiện trong nhạc phim là Laurence với "Heaven Is a Hand to Hold", anh đồng sáng tác với Leland, Jordan Garfield và Peter Thomas. Laurence cũng góp mặt trong đĩa đơn "Back to Back" của ca sĩ người Mỹ Wrabel, được phát hành vào ngày 30 tháng 7 trong album đầu tay của sau này là These Words Are All for You. "Wishes Come True", một đĩa đơn Giáng sinh độc lập, tiếp theo vào ngày 26 tháng 11. Năm 2022, Laurence làm huấn luyện viên cho The Voice Kids Belgium mùa thứ sáu, nơi mà một thành viên trong đội của anh, Karista, đã giành chiến thắng.

## Đời tư
Trong một cuộc họp báo ngay trước trận chung kết Eurovision, Laurence công khai là người song tính: "Tôi còn nhiều hơn cả một nghệ sĩ, tôi là một người, tôi là một sinh vật sống, tôi là người song tính, tôi là một nhạc sĩ, tôi đại diện cho mọi thứ. Và tôi tự hào rằng tôi có cơ hội để thể hiện mình là gì, là ai."

## Danh sách đĩa nhạc

### Album
- Small Town Boy (2020)
- Worlds on Fire (EP) (2020)

### Bài hát

#### Với tư cách nhạc sĩ chính
| Tựa đề               | Năm  | Vị trí xếp hạng cao nhất | Vị trí xếp hạng cao nhất | Vị trí xếp hạng cao nhất | Vị trí xếp hạng cao nhất | Vị trí xếp hạng cao nhất | Vị trí xếp hạng cao nhất | Vị trí xếp hạng cao nhất | Vị trí xếp hạng cao nhất | Vị trí xếp hạng cao nhất | Vị trí xếp hạng cao nhất | Chứng nhận | Album          |
| Tựa đề               | Năm  | NL                       | BEL (FL)                 | BEL (WA)                 | CAN                      | GER                      | IRE                      | NOR                      | SWE                      | UK                       | US                       | Chứng nhận | Album          |
| -------------------- | ---- | ------------------------ | ------------------------ | ------------------------ | ------------------------ | ------------------------ | ------------------------ | ------------------------ | ------------------------ | ------------------------ | ------------------------ | --- | -------------- |
| "Arcade"             | 2019 | 1                        | 2                        | 31                       | 45                       | 26                       | 23                       | 10                       | 6                        | 29                       | 30                       | - NVPI: 4× Bạch kim - ARIA: Bạch kim - BEA: Bạch kim - BPI: Bạc - GLF: Vàng - IFPI NOR: Vàng - MC: Bạch kim - RIAA: Bạch kim | Small Town Boy |
| "Love Don't Hate It" | 2019 | 41                       | 53                       | —                        | —                        | —                        | —                        | —                        | —                        | —                        | —                        | - NVPI: Vàng | Small Town Boy |
| "Someone Else"       | 2020 | 72                       | 86                       | 93                       | —                        | —                        | —                        | —                        | —                        | —                        | —                        | | Small Town Boy |
| "Last Night"         | 2020 | —                        | —                        | —                        | —                        | —                        | —                        | —                        | —                        | —                        | —                        | | Small Town Boy |
| "Stars"              | 2021 | 86                       | —                        | —                        | —                        | —                        | —                        | —                        | —                        | —                        | —                        | | Small Town Boy |

#### Với tư cách nhạc sĩ khách mời
| Tựa đề                                                  | Năm  | Vị trí xếp hạng cao nhất | Vị trí xếp hạng cao nhất | Album                       |
| Tựa đề                                                  | Năm  | NL                       | BEL (FL)                 | Album                       |
| ------------------------------------------------------- | ---- | ------------------------ | ------------------------ | --------------------------- |
| "Feel Something" (Armin van Buuren ft. Duncan Laurence) | 2020 | 85                       | 78                       | Small Town Boy and Euthymia |
| "Back to Back" (Wrabel ft. Duncan Laurence)             | 2021 | —                        | —                        | These Words Are All for You |

### Hợp tác
| Tựa đề      | Năm  | Nghệ sĩ hợp tác     | Album      |
| ----------- | ---- | ------------------- | ---------- |
| "Laat Gaan" | 2017 | Sjors van der Panne | Met Elkaar |

### Bài hát thuộc album nhạc phim
| Tựa đề                     | Năm  | Album                  |
| -------------------------- | ---- | ---------------------- |
| "Heaven Is a Hand to Hold" | 2021 | Love, Victor: Season 2 |

## Giải thưởng và đề cử
| Năm  | Giải thưởng          | Hạng mục            | Kết quả   |
| ---- | -------------------- | ------------------- | --------- |
| 2019 | Giải Marcel Bezençon | Giải thưởng Báo chí | Đoạt giải |